# Uomini e cieli
Pour plus de détails, voir Fiche technique et Distribution.
Uomini e cieli est un film de guerre italien réalisé par Francesco De Robertis et sorti en 1947.
Le réalisateur des Pouilles s'est spécialisé dans les histoires maritimes en tant que directeur du « Centre cinématographique » du ministère de la Marine. Le troisième volet de sa « tétralogie militaire » (précédé par S.O.S. 103, Requins d'acier et suivi par Marinai senza stelle (it)) est aussi l'un des derniers films du cinéma de propagande fasciste.

## Synopsis
Pendant la guerre, quatre officiers, aviateurs dans une escadrille, sont dispersés sur différents fronts. Le pilote Giorgio, blessé, ne croit plus en rien et, pendant sa convalescence, recherche ses trois autres amis. Le premier, amputé du bras droit, travaille à la censure où il compose des poèmes. Le deuxième a perdu une jambe et l'ouïe, et refait sa vie avec une fille. Le troisième a pris sa retraite, conclut des affaires et accumule des richesses. Giorgio comprend que, dans l'adversité, les forces morales soutiennent les hommes et marquent de leur empreinte l'existence de chacun.

## Fiche technique
- Titre original : Uomini e cieli (litt. « Hommes et cieux »)
- Réalisation : Francesco De Robertis
- Scénario : Francesco De Robertis
- Photographie : Carlo Bellero (it), Mario Bava
- Montage : Francesco De Robertis
- Musique : Francesco De Robertis, adapté et orchestré par Annibale Bizzelli
- Décors : Klaus Haase
- Production : Michele Savini
- Studio de production : Scalera Film
- Pays de production :  Italie
- Langue originale : italien
- Format : Noir et blanc - 1,37:1 - Son mono - 35 mm
- Genre : Film de guerre
- Durée : 92 minutes
- Dates de sortie :
  - Italie : 5 janvier 1947

## Distribution
- Giulio Faido : Ubaldo Renza
- Lamberto Baviera : Franz Varna
- Vasco Marlia : Tommaso Taddei
- Bruno Alfio Taccari : Giorgio Nurus
- Anna Maria Mancini : Elena, la femme de Giorgio
- Teresa Ugatti
- Anna Bianchi (sous le nom d'Anna Lelli)
- Doris Hild
- Fiorino Cerboni

## Production
Uomini e cieli est le quatrième d'une série de six films produits par Scalera Film. Le réalisateur commence à travailler sur le film en 1943, peu avant la chute du fascisme. De Robertis achève la production en 1945, mais le film reste inutilisé dans les entrepôts.
Le film est joué par des acteurs non professionnels, choisis parmi le personnel de l'armée de l'air. Dans la distribution, le réalisateur inclut pour la première fois Anna Bianchi, qui apparaîtra également dans La Vie simple (it).
La bande son, pour la première fois, est confiée en partie au compositeur arétin Annibale Bizzelli (it), qui créera (seul) la musique de six autres films du réalisateur. De Robertis a de nouveau recours à la photographie de Carlo Bellero (it), qui a signé huit de ses films.
Avec Uomini e cieli, De Robertis entend glorifier l'aviation de la marine. Pendant le tournage, la défaite militaire est imminente et tout le monde attend le débarquement allié en Sicile qui portera le conflit sur le territoire national. Cela explique le ton triste de l'histoire et le fait que le film se prête, moyennant quelques remaniements, à être montré au public italien en temps de paix. De Robertis retravaille le montage et les dialogues, dépouillant la fin de l'optimisme rendu pratiquement obligatoire par les directives du Ministère de la Culture populaire. Ainsi révisé, le film est sorti dans les salles de cinéma en 1947.
Une version DVD du film a été préparée ultérieurement.

## Accueil critique
De Robertis, dans une interview publiée dans Cinema en janvier 1943, alors qu'il venait de commencer le tournage du film, a déclaré qu'avec sa dernière œuvre, il avait l'intention de « faire sentir » la guerre plus que de la « voir ». La guerre agit comme une toile de fond et une cause de la détresse psychologique des personnages, et est comprise par le spectateur dans un sens négatif.
Le pilote Taddei, industriel cynique et matérialiste, épouse une femme par intérêt et accumule de l'argent : son personnage est l'illustration ultime de la politique anti-bourgeoise du régime. Un film qui connaît quelques moments d'émotion dans la description de l'emphase sentimentale qui submerge les personnages positifs dans les derniers moments des épisodes. Film idéologiquement hybride, il témoigne, dans sa nature contradictoire, de deux phases distinctes de l'histoire. Les images, les événements et les personnages réaffirment la fidélité à l'idéal héroïque et traditionnel typique du ventennio (vingt ans de fascisme) ; les dialogues déplorent la futilité d'une guerre menée avec la certitude de la défaite et dénoncent l'insouciance d'un régime qui est la cause première d'un « pays jeté au suicide ». D'un côté, les images magnifient les moyens navals et aéronautiques ; de l'autre, les dialogues parlent d'hydravions « muséifiés ».